# Augustin von Balthasar

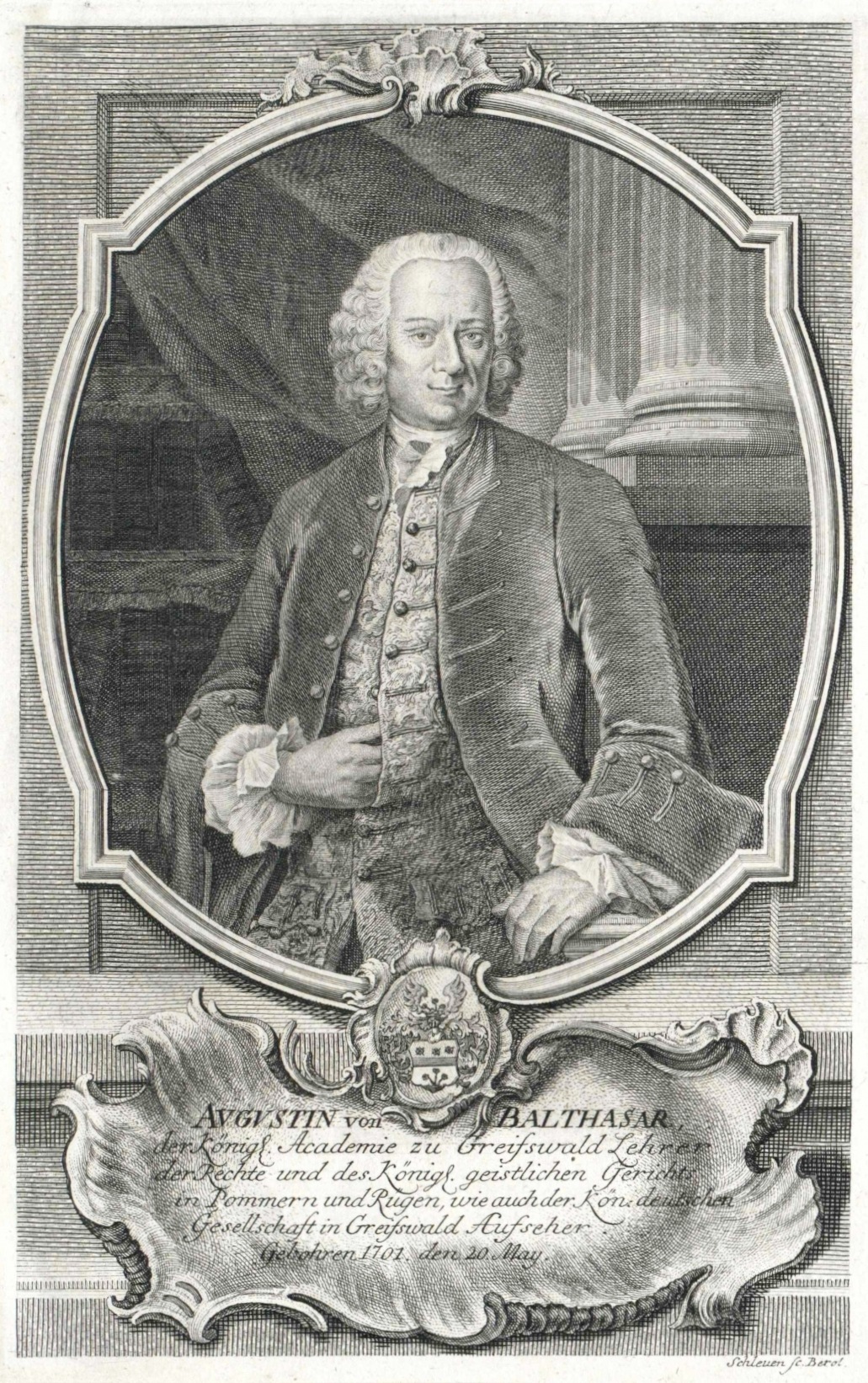
Augustin von Balthasar. Stich von Johann David Schleuen

Augustin von Balthasar, vor 1746: Augustin Balthasar (* 20. Mai 1701 in Greifswald; † 20. Juni 1786 in Wismar) war ein deutscher Jurist und Gelehrter in Schwedisch-Pommern. Er gilt als bedeutender Repräsentant der Rechtswissenschaft im Zeitalter der Aufklärung. Als Historiker trug er umfangreiches Material zur Geschichte Pommerns zusammen.

## Leben
Augustin (von) Balthasar war der Sohn des  Rechtsgelehrten an der Universität Greifswald Jakob Balthasar und dessen Ehefrau Anna Katharina, geb. Gerdes. 1704 zog der Vater mit der Familie nach Rostock. Nach dessen Tod 1706 kehrte die Mutter mit den Kindern nach Greifswald zurück. Dort übte sein älterer Bruder  Jakob Heinrich einen wesentlichen Einfluss auf seine Bildung aus. Nach dem Schulbesuch studierte Augustin Balthasar 1718 in Greifswald Geschichte und Philosophie, anschließend an der Universität Jena Rechtswissenschaften. 1724 unternahm er eine Studienreise, die ihn durch Thüringen, die Gegend des Rheins und die Niederlande führte.
Nach seiner Rückkehr nach Greifswald wurde er 1726 zum Lizenziaten der Rechte promoviert. 1727 habilitierte er sich zum Adjunkt der juristischen Fakultät. Gleichzeitig war er Syndikus der Universität. 1730 erhielt er den Doktortitel und lehrte ab 1734 als ordentlicher Professor Institutionen, Pandekten, Kirchen- und Lehnrecht. 1735 wurde er Assessor der Fakultät und legte 1736 seine Ämter als Adjunkt und Syndikus nieder. In den Jahren 1737, 1745 und 1753 wurde er zum Rektor der Hochschule gewählt.
Die Teutsche Gesellschaft zu Greifswald, deren Mitbegründer er war, wählte ihn 1740 zu ihrem Direktor. Ab 1743 war er Assessor, später auch Präsident am Greifswalder Konsistorium. 1746 wurde er zusammen mit seinen Brüdern Jakob Heinrich, Georg Nikolaus und Johann Gustav durch kaiserliches Diplom in den erblichen Adelsstand erhoben. 1763 wurde er als Assessor an das Wismarer Tribunal berufen, dessen Vizepräsident er von 1778 bis zu seinem Tode war. Im Jahr 1781 wurde er zum Ritter des Königlich-Schwedischen Nordstern-Ordens ernannt.

## Schriften
Augustin von Balthasar verfasste zahlreiche Schriften zur örtlichen Rechtsgeschichte und zum Kirchenrecht. Außerdem veröffentlichte er Werke zur Geschichte der Greifswalder Universität. Seine umfangreichen Sammlungen zur Geschichte Pommerns nehmen den Hauptteil seiner erhaltenen Manuskripte ein und bilden einen entscheidenden Anteil an der Greifswalder „Vitae Pomeranorum“.
- Hist. Nachricht von den Landesgerichten. 1733–37
- Hist. Nachricht von den Landesgesetzen. 1740
- Hist. Nachricht von den Landesprivilegien. 1747
- Historische Nachrichten von denen Akademischen Gebäuden und Häusern. 1750. (Digitalisat in der Digitalen Bibliothek Mecklenburg-Vorpommern)
- Von Urspr., Amt, Recht und Wahl der Landräthe. 1752
- Gerechtsame und Univ. Jurisdiction des königl. Tribunals. 1770.

- De hominibus propriis Pomer.. 1735–49
- Coll. juris com. cum jure Saxon. Lubec. Meckl. et Pom. de classificatione creditorum. 1740 (sec. ed. 1767)
- Del. processus judiciarii. 1742
- De libris seu matriculis ecclesiastics. 1747 (sec. ed. 1748)
- Ius ecclesiasticum pastorale. 1760.

- Vitae jurisconsultorum. 1737–57, (70 Biographien)
- Rituale Academicum. 1742
- Nachricht v. d. akademischen Gebäuden und Stiftungen. 1750

- Diplomatare für die Urkungen der Städte und der Universität. (Manuskript)
- Vitae Pomeranorum.